# Mistrovství světa ve vodním slalomu 1997
Mistrovství světa ve vodním slalomu 1997 se uskutečnilo v brazilském Três Coroas pod záštitou Mezinárodní kanoistické federace. Jednalo se o 25. mistrovství světa ve vodním slalomu.

## Muži

### Kánoe
| Závod       | Zlato                                                                                                | Body   | Stříbro                                                                                | Body   | Bronz                                                                                           | Body   |
| C1          | Michal Martikán (SVK)                                                                                | 267.61 | Lukáš Pollert (CZE)                                                                    | 270.99 | Gareth Marriott (GBR)                                                                           | 271.36 |
| C1 družstvo | Slovensko Michal Martikán Juraj Minčík Juraj Ontko                                                   | 151.63 | Francie Patrice Estanguet Tony Estanguet Yves Narduzzi                                 | 152.42 | Slovinsko Simon Hočevar Gregor Terdič Sebastjan Linke                                           | 154.01 |
| C2          | Francie Frank Adisson Wilfrid Forgues                                                                | 289.43 | Německo Michael Senft André Ehrenberg                                                  | 290.47 | Česko Jiří Rohan Miroslav Šimek                                                                 | 290.64 |
| C2 družstvo | Francie Frank Adisson a Wilfrid Forgues Emmanuel del Rey a Thierry Saidi Éric Biau a Bertrand Daille | 163.27 | Česko Jiří Rohan a Miroslav Šimek Petr Štercl a Pavel Štercl Marek Jiras a Tomáš Máder | 164.32 | Německo Michael Trummer a Manfred Berro André Ehrenberg a Michael Senft Kay Simon a Robby Simon | 166.04 |

### Kajak
| Závod       | Zlato                                                     | Body   | Stříbro                                                           | Body   | Bronz                                                | Body   |
| K1          | Thomas Becker (GER)                                       | 254.60 | Scott Shipley (USA)                                               | 255.23 | Paul Ratcliffe (GBR)                                 | 255.64 |
| K1 družstvo | Spojené království Paul Ratcliffe Ian Raspin Shaun Pearce | 141.35 | Francie Vincent Fondeviole Jean-Michel Regnier Ludovic Boulesteix | 142.47 | Německo Thomas Becker Jochen Lettmann Holger Häffner | 143.97 |

## Ženy

### Kajak
| Závod       | Zlato                                                      | Body   | Stříbro                                                   | Body   | Bronz                                                                  | Body   |
| K1          | Brigitte Guibalová (FRA)                                   | 288.07 | Štěpánka Hilgertová (CZE)                                 | 289.79 | Cathy Hearnová (USA)                                                   | 290.38 |
| K1 družstvo | Německo Evi Hussová Kordula Striepeckeová Mandy Planertová | 163.79 | Francie Anouk Loubieová Anne Boixelová Brigitte Guibalová | 164.45 | Spojené království Rachel Crosbeeová Lynn Simpsonová Heather Corrieová | 166.97 |

## Medailové pořadí zemí
| Pořadí | Země               | Zlato | Stříbro | Bronz | Celkem |
| ------ | ------------------ | ----- | ------- | ----- | ------ |
| 1      | Francie            | 3     | 3       | 0     | 6      |
| 2      | Německo            | 2     | 1       | 2     | 5      |
| 3      | Slovensko          | 2     | 0       | 0     | 2      |
| 4      | Spojené království | 1     | 0       | 3     | 4      |
| 5      | Česko              | 0     | 3       | 1     | 4      |
| 6      | USA                | 0     | 1       | 1     | 2      |
| 7      | Slovinsko          | 0     | 0       | 1     | 1      |
| Celkem | Celkem             | 8     | 8       | 8     | 24     |